# HD131531
HD131531 — хімічно пекулярна зоря спектрального класу
A8 й має видиму зоряну величину в смузі V приблизно  9,5.